# Maiske, Velîka Pîsarivka
Maiske (în ucraineană Майське) este un sat în comuna Iablucine din raionul Velîka Pîsarivka, regiunea Sumî, Ucraina.

## Demografie
Componența lingvistică a localității Maiske
     Ucraineană (82,76%)
     Rusă (17,24%)
Conform recensământului din 2001, majoritatea populației localității Maiske era vorbitoare de ucraineană (82,76%), existând în minoritate și vorbitori de rusă (17,24%).